# Фишльхам
Фишльхам (нем. Fischlham) — коммуна (нем. Gemeinde) в Австрии, в федеральной земле Верхняя Австрия. 
Входит в состав округа Вельс.  Население составляет 1281 человек (на 31 декабря 2005 года). Занимает площадь 16 км². Официальный код  —  41 807.

## Фотографии

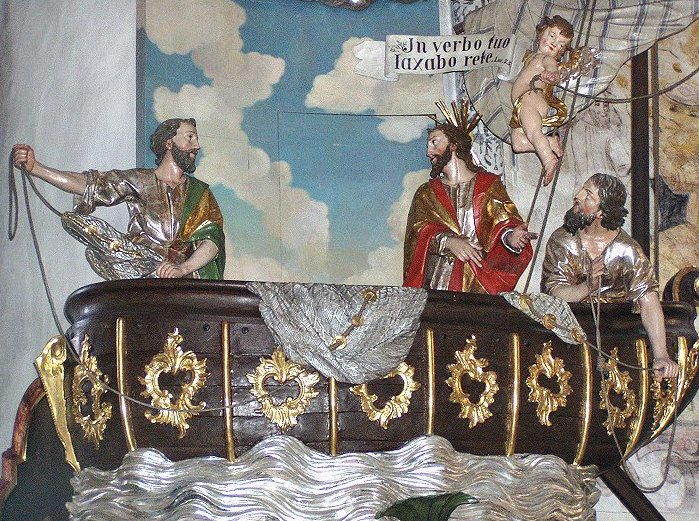
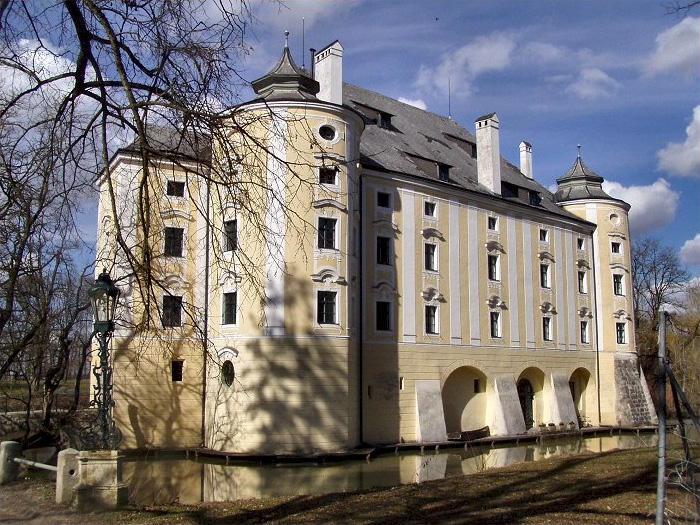
Замок
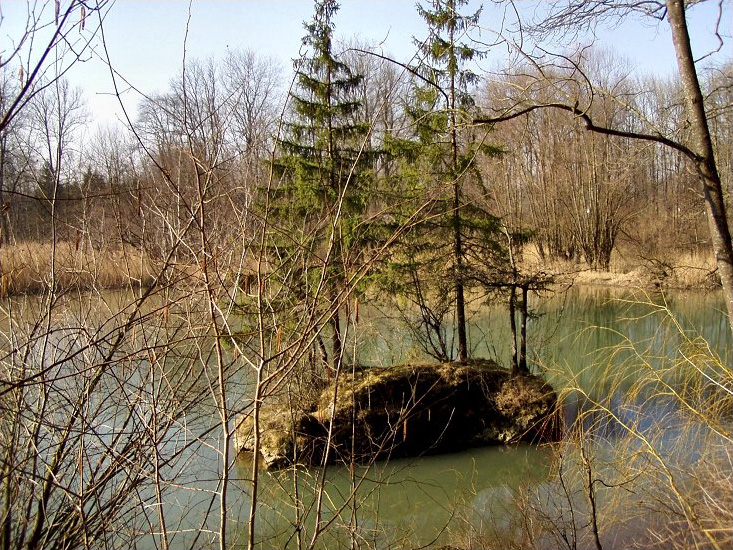

## Политическая ситуация
Бургомистр коммуны — Якоб Ауэр (АНП) по результатам выборов 2003 года.
Совет представителей коммуны (нем. Gemeinderat) состоит из 19 мест.
- АНП занимает 13 мест.
- СДПА занимает 5 мест.
- АПС занимает 1 место.